# Andrea Zani
Pour les articles homonymes, voir Zani.
Andrea Teodoro Zani (né le 11 novembre 1696, mort le 28 septembre 1757) est un compositeur et violoniste italien.

## Biographie
Zani est né à Casalmaggiore dans la province de Crémone. Il reçoit ses premières leçons de violon de son père, un violoniste amateur. Par la suite, il reçoit des leçons en composition musicale de Giacomo Civeri, un musicien local, et étudie le violon à Guastalla avec le violoniste de cour Carlo Ricci. Antonio Caldara, qui travaillait comme Kapellmeister à la cour de l'Archiduc Ferdinand Charles à Mantoue, non loin de Casalmaggiore, entend Zani jouer et l'invite à l'accompagner à Vienne. Entre 1727 et 1729 Zani arrive à Vienne et est actif comme violoniste au service de la maison des Habsburgs. À la suite de la mort de Caldara en 1736, il retourne à Casalmaggiore où il resta jusqu'à la fin de sa vie, sauf pour d'occasionnelles apparitions en concert. Il meurt chez lui à cause d'un accident, la voiture dans laquelle il se déplaçait s'étant retournée.
Les œuvres de Zani sont sous l'influence d'Antonio Vivaldi, mais en moins expansifs. Son op. 2, publié en 1729, est d'une grande importance historique parce qu'il s'agit de la plus ancienne source datée de symphonies qui ne présentent pas d’ambiguïtés au niveau du genre (Wolf 2004).

## Compositions
- 12 Sonate da camera,  op.1 (probablement Casalmaggiore, 1727) (Réédité à Paris comme Sonates a violino solo e basso da camera, op. 3)
- Sei sinfonie da camera e altretanti concerti da chiesa a quattro strumenti, op. 2 (Casalmaggiore, 1729)
- Concerti Dodici a quattro con i suoi ripieni, op. 4 (Vienne, 1735)
- Sonate 12 a violino e basso intitolate "pensieri armonici", op. 5 (Vienne, 1735)
- Sonate a violino e basso, op. 6 (Paris, 1740)
- Il y a également de nombreux manuscrits trouvés dans des bibliothèques dispersés à travers l'Europe, dont trois concertos et une sonate pour flûte, au moins douze concertos pour violoncelle, six sonates en trio pour deux violons et continuo, ainsi que plusieurs concertos pour violon et symphonies.

## Sources
- Jan Larue et Eugene K. Wolf. "Symphony, §I: 18th century". Grove Music Online ed. L. Macy (Accessed 17 February 2007)
- Eugene K. Wolf 2004, "Andrea Zani's sinfonie da camera, op. 2 (Casalmaggiore, 1729)". In Giovanni Battista Sammartini and His Musical Environment, Studi sulla storia della musica in Lombardia: Collana di testi musicologici 4, edited by Anna Cattoretti, 531–47. Turnhout: Brepols.  (ISBN 2-503-51233-X)